# 保罗·沃伯格
保罗·沃伯格（Paul Warburg，1868年8月10日—1932年1月24日），美国德裔银行家。他是美国联邦储备系统的早期倡导者。

## 生平
沃伯格出生于德国汉堡，他的家族是源于威尼斯的著名犹太银行家族。他于1891年进入家族银行M. M. Warburg，1895年成为合伙人。同年，他娶了纽约投资银行库恩－勒布公司（Kuhn, Loeb & Co.）创始人所罗门·勒布之女妮娜·勒布（Nina J. Loeb）为妻。1902年，他携全家赴纽约定居，加入其岳父的库恩－勒布公司并成为合伙人。1911年，他加入美国国籍。
沃伯格积极推动将德国的中央银行体系引入美国，被认为是美联储的“总设计师”。联邦储备委员会于1914年成立后，沃伯格出任理事。1916年，升任委员会副主席。他于1918年离任，不过此后曾于1921年至1926年间任职于联邦储备咨询委员会，并于1924年至1926年间任咨询委员会主席。
在离开联邦储备委员会后，沃伯格于1919年与1921年先后创立了美国承兑汇票理事会（American Acceptance Council）与纽约国际承兑银行（International Acceptance Bank of New York）。1929年国际承兑银行被曼哈顿公司银行收购后，沃伯格出任新公司的主席一职。
1932年1月24日，沃伯格在纽约市去世，终年63岁。死后他被葬于纽约州沉睡谷公墓。

## 家庭
沃伯格与妻子妮娜育有一子一女。其子詹姆斯·沃伯格亦为银行家，曾任富兰克林·德拉诺·罗斯福总统的金融顾问。其女贝蒂娜·沃伯格则为一位精神病学家。